# تاتسويا ناكامورا
تاتسويا ناكامورا (بالكانا:なかむら たつや) هو طبال وملحن وممثل ياباني، ولد في 4 يناير 1965 في اليابان.

## وصلات خارجية
- تاتسويا ناكامورا على موقع IMDb (الإنجليزية)
- تاتسويا ناكامورا على موقع ميوزك برينز (الإنجليزية)
- تاتسويا ناكامورا على موقع أول ميوزيك (الإنجليزية)
- تاتسويا ناكامورا على موقع ديسكوغز (الإنجليزية)
- تاتسويا ناكامورا على موقع قاعدة بيانات الفيلم (الإنجليزية)